# 喜多賢治
喜多 賢治（きた けんじ、1976年1月20日 - ）は、NHKのチーフアナウンサー。

## 経歴・人物
広島県福山市出身。
広島県立福山明王台高等学校を経て慶應義塾大学を卒業後、1998年入局。
好きな飲み物は紅茶・緑茶・中国茶。

## 現在の出演番組
- アナウンスグループ統括
- ニュースブリッジ北九州（キャスター：2025年7月17日 - ）（富田典保と隔週で担当）
- ニュース845北九州（担当ローテーション制）

## 過去の出演番組
- 鳥取県のニュース・中継・リポート
- とっとりまるごとテレビ
- 山口県のニュース・中継・リポート
- おはよう山口
- 情報維新!やまぐち
- おはよう四国
- 愛媛県・四国地方のニュース・中継・リポート
- 伊予路てくてく
- NHKジャーナル（NHKラジオ第1放送） - リポーター[2]
- 島根県のニュース・中継・リポート
- アナウンス統括
- ひるどき情報ちば（編集責任者）
- 首都圏ネットワーク（千葉県のリポート・不定期）
- 千葉県の中継・リポート
- FMラジオニュース（不定期）
- アナウンスグループ統括（2023年7月から）
- ひるまえ直送便〜島根（編集責任者）
- しまねっとNEWS610（編集責任者）
- しまねっと845（不定期）
- おはよう山陰（不定期）
- 松江局制作番組の編集責任者
- 緊急報道（松江放送局発）
- 大雨関連特設ニュース（2023年7月8日・全国放送） - 松江放送局より島根県の災害状況を伝えた[注釈 1]。